# Kotiujînți, Kalînivka
Kotiujînți (în ucraineană Котюжинці) este localitatea de reședință a comunei Kotiujînți din raionul Kalînivka, regiunea Vinnița, Ucraina.

## Demografie
Componența lingvistică a localității Kotiujînți
     Ucraineană (97,78%)
     Rusă (2,07%)
     Alte limbi (0,15%)
Conform recensământului din 2001, majoritatea populației localității Kotiujînți era vorbitoare de ucraineană (97,78%), existând în minoritate și vorbitori de rusă (2,07%).